# Idiocera proserpina
Idiocera proserpina là một loài ruồi trong họ Limoniidae. Chúng phân bố ở miền Tân bắc.